# Eimeria dingleyi
Eimeria dingleyi is een soort in de taxonomische indeling van de Myzozoa, een stam van microscopische parasitaire dieren. Het organisme komt uit het geslacht Eimeria en behoort tot de familie Eimeriidae. Eimeria dingleyi werd in 1978 ontdekt door Davies.